# Andrzej Tylec
Andrzej Tylec (ur. 5 października 1949 we Wrocławiu, zm. 11 grudnia 1990 tamże) – polski perkusista rockowy, popowy i jazzowy.

## Kariera muzyczna
W latach 60. był perkusistą wrocławskich grup beatowych: Slężanie, Grupa «I» i Romuald & Roman. W 1971 roku, dzięki namowom Czesława Niemena, trafił do jego zespołu Niemen Enigmatic. W kolejnych latach zaś, zasilał składy innych ogólnopolskich formacji, takich jak m.in.: Zespół Instrumentalny tow. Halinie Frąckowiak, Tramp pod kier. Huberta Szymczyńskiego, Ergo Band, Breakout, Koman Band, Alex Band, Lucky Band, Banda i Wanda oraz w sekcji akompaniującej duetowi fortepianowemu Marek i Wacek w 1984 roku. 
Zmarł 11 grudnia 1990 roku we Wrocławiu. Został pochowany 24 stycznia 1991 na cmentarzu Osobowickim.

## Dyskografia

### Albumy
- Romuald & Roman (CD, Digiton DIG 160, 1994)
- Z Archiwum Polskiego Radia, Vol. 5 – Romuald i Roman (2xCD, Polskie Radio PRCD 1039-40, 2007)
- The Polish Psychedelic Trip 1968–1971 (LP, Kameleon Records KAMLP 13, 2016)
- The Polish Psychedelic Trip vol. II 1969–1976 (LP, Kameleon Records KAMLP 23, 2019)

### Single
- Pytanie czy hasło / Człowiek (SP, Muza N-0560, 1969)

### Kompilacje różnych wykonawców
- Przeboje Non Stop (LP, Muza SXL0624, 1970)

### ZCzesławem Niemenemi zespołemNiemen Enigmatic[2]
- Live in Opole 1971 (CD, New Music - Green Tree GTR 155, 2015)
- Live in Opole 1971 (LP, New Music - Green Tree GTR 155-1, 2015)

### Nagrania radiowe
- 07. 1974: Zawód, What To Do, You're The Sunshine Of My Life, Don't Change Horses (In The Middle Of A Stream), Blues (instr.), Golden Lady[3]

### Z zespołem Ergo Band
- Urszula Sipińska – Zabaw się w mój świat (LP, Pronit SX 1094, 1975)
- Ergo Band, Grażyna Łobaszewska (LP, Muza SX 1606, 1978)[2]

### Z zespołemBreakout
- NOL (LP, Muza SX 1300, 1976)
- Breakout - Winyloteka (LP, Warner Music Poland 0190296575303, 2022)[2]

### Z zespołemAlex Band[2]
- Zderzenie myśli (LP, Tonpress SX-T2, 1980)

### Z zespołemBanda i Wanda
- Hi-Fi / Nie będę Julią (SP, Tonpress S-469, 1983)
- Banda i Wanda (LP, Muza SX2190, 1984)

## Inne nagrania
- Wojciech Gąssowski – Love me Tender (LP, Wifon LP-024 / MC, Wifon 0155, 1981)[2]
- Marek i Wacek – Marek i Vacek (LP, Wifon LP-071, 1984)
- Maanam – Mental Cut (LP, Muza SX 2221, 1984)
- Hanna Banaszak – Hanna Banaszak (LP, Muza SX 2284, 1986)
- Polish Funk 4 (CD, Muza SX 4005, 2009)

Źródło: Katalog Polskich Płyt Gramofonowych.